# زو سیگل
زو سیگل، (به انگلیسی: Zev Siegl) (زاده ۲۸ دسامبر ۱۹۴۲) کارآفرین، بازرگان و مدیر ارشد اجرایی آمریکایی است، که در سال ۱۹۷۱ با مشارکت جری بالدوین و گوردون بوکر شرکت استارباکس را تأسیس نمود.
استارباکس هم‌اکنون با در اختیار داشتن شبکه گسترده‌ای از ۲۰٫۷۳۷ شعبه در کشورهای مختلف، بزرگ‌ترین کافی‌شاپ زنجیره‌ای در جهان محسوب می‌شود.